# Macronemurus maroccanus
Macronemurus maroccanus is een insect uit de familie van de mierenleeuwen (Myrmeleontidae), die tot de orde netvleugeligen (Neuroptera) behoort. 
Macronemurus maroccanus is voor het eerst wetenschappelijk beschreven door Hölzel in 1987.